# Grassholm Island
Grassholm Island är en ö i Storbritannien.   Den ligger i kommunen Pembrokeshire och riksdelen Wales, i den sydvästra delen av landet, 400 km väster om huvudstaden London. Arean är 0,12 kvadratkilometer.
Terrängen på Grassholm Island är mycket platt. Öns högsta punkt är 30 meter över havet. 